# Giovanni Da Montelatico
Giovanni Da Montelatico (8 ottobre 1873 – ...) è stato un ciclista su strada italiano, vinse i Campionati italiani in linea nell'edizione di Roma nel 1896.

## Palmarès
- 1896

Campionati italiani, Prova in linea